# Київські навчання 1935

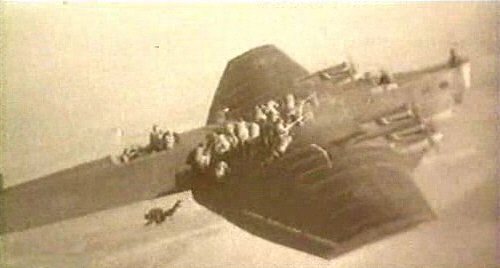
Десантування парашутного десанту з важкого бомбардувальника ТБ-3. СРСР

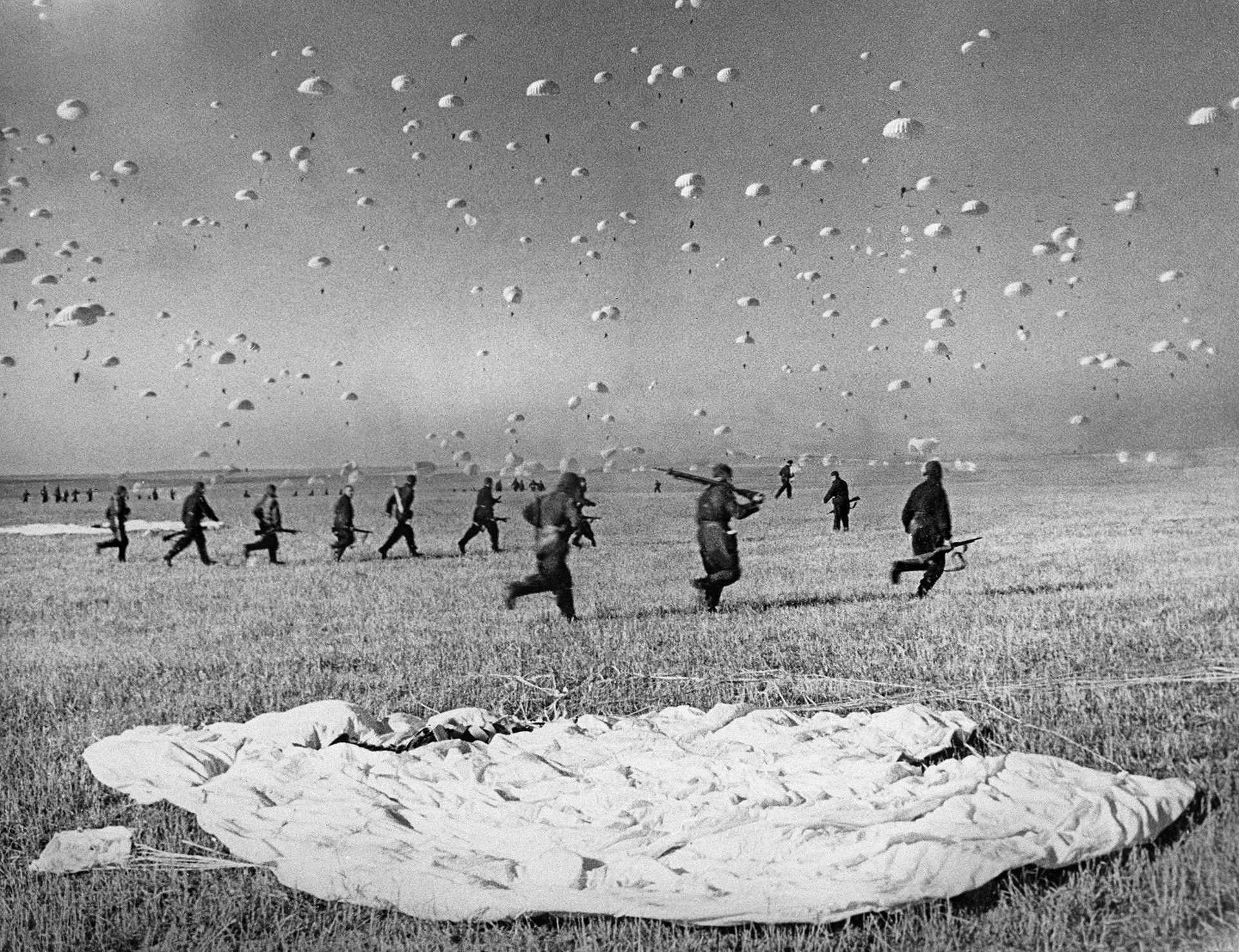
Висадка першого масового повітряного десанту на навчаннях Київського військового округу. Вересень 1935 р.

Навчання Київського військового округу 1935 року або Великі Київські маневри — двосторонні оперативно-стратегічні військові навчання військ Київського (командувач командарм 1 рангу Й. Е. Якір) та Харківського військових округів (командувач командарм другого рангу І. Н. Дубовий), що проводилися у вересні 1935 року на території північної частини УСРР з метою практичної перевірки найновіших поглядів на підготовку та ведення військової операції (бою), випробування нових зразків озброєння та військової техніки, ступеня навченості військ. Наймасштабніші загальновійськові навчання з усіх військових навчань у Радянському Союзі у передвоєнні роки.
Великі Київські маневри були спрямовані на відпрацювання основних положень теорії «глибокої операції» і привернули до себе увагу військових фахівців усього світу (на навчаннях були присутні військові спостерігачі з Французької республіки, Королівства Італія та Чехословацької республіки).

## Історія

### Загальний замисел маневрів
Відповідно до загального замислу на маневрах відпрацьовувалися прорив укріпленої оборонної смуги стрілецьким корпусом, посиленим танковими батальйонами й артилерією РГК, розвиток прориву кавалерійським корпусом, застосування великого повітряного десанту, маневр мехкорпусу спільно з кавдивізією в цілях оточення і знищення угруповання противника, що прорвалося до власного тилу.
Склад «червоних»: п'ять стрілецьких корпусів (8-й стрілецький корпус), 45-й механізований корпус, 9-та кавалерійська дивізія 1-го кавалерійського корпусу.
Склад «синіх»: п'ять стрілецьких корпусів (17-й стрілецький корпус) і 2-й кавалерійський корпус (склад корпусу: 5-та кавалерійська дивізія і 14-та кавалерійська дивізія), авіадесантні частини, авіація особливого призначення, артилерія РГК.
Великі маневри проводилися 12—17 вересня 1935 року в районі Бердичева, Сквири та Києва (Броварів). У навчаннях брали участь: 65 тис. осіб, понад 1000 танків, 400 літаків (242 Р-5, 89 І-5, 60 ТБ-3, 22 Р-6 та 27 літаків зв'язку У-2), 300 гармат та інша військова техніка. Умовні бойові дії розгорталися на фронті понад 200 км і в глибину до 250 км. Керував маневрами командувач військами Київського військового округу Й. Е. Якір. Сторону «синіх» очолював командувач військами Харківського військового округу І. Н. Дубовий; військами «червоних» командував його заступник  С. А. Туровський. На маневрах були присутні нарком оборони К. Є. Ворошилов, його заступники  С. М. Будьонний, Я. Б. Гамарник,  М. М. Тухачевський, начальник Генштабу О. І. Єгоров, керівники Комуністичної партії та уряду України.

### Хід навчання
У період 12—17 вересня 1935 на великих просторах на північний захід від Києва в ході двосторонніх навчальних боїв зійшлися в битві дві армійські групи — «сині» і «червоні». Перші наступали на Київ, а другі розгорнули на їх шляху спочатку 8-й стрілецький корпус М. А. Антонюка — 100-ту стрілецьку дивізію В. О. Юшкевича і 46-ту стрілецьку В. Г. Головкіна (два з п'яти їх стрілецьких полків замінені полками 99-ї і 2-ї Туркестанської стрілецьких дивізій).
13 вересня 1935 «сині» завдали потужного удару, який сповістив про початок глибокої наступальної операції. Після артпідготовки за участю 152-мм гармат і 203-мм гаубиць артилерії резерву Головного командування (РГК), рухаючись за вогневим валом, укріплену оборонну смугу «червоних» атакував 17-й стрілецький корпус В. Е. Гермоніуса — 24-та стрілецька Самаро-Ульянівська Червонопрапорна Залізна дивізія Д. К. Корольова і 44-та стрілецька Київська Червонопрапорна дивізія Д. Т. Козлова (два з шести їх стрілецьких полків були замінені полками 96-ї стрілецької Вінницької імені Я.Фабріціуса дивізії і 2-ї Кавказької стрілецької Червонопрапорної дивізії імені т. Стьопина). Атакуючу піхоту підтримували легкі танки Т-26 танкових батальйонів стрілецьких дивізій, танкетки Т-27 танкетних рот і батальйонів стрілецьких полків і «8-й танковий батальйон РГК» (тимчасове формування з Т-26, виділених 8-ою механізованою бригадою); з повітря тих, що оборонялися, бомбили і обстрілювали з кулеметів багатоцільові одномоторні біплани Р-5 з 19-ї, 20-ї і 21-ї легкобомбардувальної авіаескадрилій 206-ї легкобомбардувальної авіабригади. Дахи башт танків — спускаючись вертикальними смугами і на борту — перекреслював прямий білий хрест; на літаках «синіх» фюзеляж окільцьовують біла смуга, а поруч з нею замість червоної була нанесена біла зірка.
Після того, як оборона «червоних» була зломлена, у прорив кинулася танкова група дальньої дії, у складі двох імпровізованих «танкових батальйонів РГК» — «4-го» (середні танки Т-28 з 4-го танкового полку) і «14-го» (легкі швидкохідні БТ-5 і БТ-2 з 134-ї механізованої бригади). За нею в прорив був введений 2-й кавалерійський імені Ради народних комісарів УРСР корпус — 3-я кавалерійська Бессарабська Червонопрапорна дивізія імені тов. Котовського та 5-а Ставропольська кавалерійська дивізія імені т. Блінова (два з восьми їх кавалерійських полків були замінені полками 14-ї кавалерійської Червонопрапорної молоді Комінтерну дивізії імені т. Пархоменко). Кінноту тут же атакували з бриючого польоту Р-5 з 13-ї, 14-ї і 24-ї штурмових авіаескадрилій 256-ї штурмової авіабригади.
14 вересня «сині» здійснили висадку повітряного десанту в тилу «супротивника». Поки одна з ескадрилей 206-ї легкої бомбардувальної авіабригади відволікала на себе винищувачі «червоних», атакуючи Київ, дві інші з'явилися над розташованим на іншому березі Дніпра аеродромом Бровари та провели штурмовку, нейтралізувавши аеродромну ППО. Услід за Р-5, у супроводі 22 важких двомоторних винищувачів («крейсерів») Р-6 з 35-ї крейсерської авіаескадрильї 18-ї важкої бомбардувальної бригади, до Броварів наблизились 60 важких бомбардувальників ТБ-3 з 15-ї і 18-ї важкими бомбардувальними авіабригадами і 3-ї авіабригади особливого призначення імені С. М. Кірова. Під прикриттям винищувачів І-5 з 34-ї і 35-ї винищувальних авіаескадрилій 451-ї винищувальної авіабригади ці чотиримоторні літаки викинули парашутний десант в районі Княжичі-Требухів-Бровари: особовий склад моторизованого полку 3-й авіабригади і зведений парашутний полк А. О. Індзера. Рота парашутистів захопила аеродром, на злітно-посадкову смугу приземлилися ТБ-3 з посадочним десантом — 43-й стрілецький полк 15-ї стрілецької Сиваської Червонопрапорної дивізії і 90-й полк 30-ї стрілецької дивізії, — а також техніка вищезгаданого мотополку. З повітря висадку прикривали «крейсери» Р-6, які змінили одномоторні біплани І-5 з їх невеликою тривалістю польоту. Протягом певного часу десант діяв на землі, проте, резерви «червоних», що зрештою підішли, нейтралізували успіх десанту.
Вирішальним днем «битви» стало 15 вересня, коли «сині», форсувавши річку Ірпінь, вже вели бої за Київський укріплений район. «Червоні» направили в обхід їх угруповання 45-й механізований корпус А. Н. Борисенко 133-тю механізовану бригаду Я. К. Евдокімова, 134-ту механізовану бригаду С. І. Богданова (у 1943—1945 рр. він командував 2-ю гвардійською танковою армією) і 135-ту стрілецько-кулеметну бригаду Г. С. Карева. Лише тільки 133-тя бригада мала у своєму розпорядженні 152 танки (переважно Т-26, а також БТ-5 і малі розвідувальні Т-37); ще кілька десятків машин (БТ-5, БТ-2 і Т-37) малося у 134-й бригаді. Однак, фланг мехкорпусу, у свою чергу, опинився охоплений 2-м кавкорпусом «синіх», посиленим танками.
На допомогу 45-му механізованому корпусу у фланг кіннотникам Криворучко вдарила 9-а Кримська кавалерійська імені РНК УРСР дивізія К. П. Ушакова, а потім «червоні» кинули сюди свій танковий резерв БТ-5, БТ-2, Т-37 і бронеавтомобілі 2-го механізованого полку 2-ї Чернігівської Червоного козацтва імені Комуністичної партії Німеччини кавалерійської дивізії. Червоних козаків підтримали штурмовики Р-5 — і кіннота «синіх» була розгромлена.
Боротьба йшла й у повітрі — І-5 з 5-ї та 109-ї винищувальних авіаескадрилій «червоних» і 34-ї і 35-ї «синіх» атакували легкі бомбардувальники і штурмовики «противника» (обстрілюючи іноді і наземні цілі).

## Реальності маневрів
Загалом задум великих маневрів КВО відповідав передовій на ті часи ідеї теорії глибокої операції і глибокого бою: домогтися рішучого успіху за рахунок масованого застосування техніки та взаємодії усіх родів військ — піхоти, кінноти, артилерії, танків, авіації і повітряного десанту. Усі маневри і бої, що випливали із задуму навчань, війська провели та розіграли. Однак насправді ефективність їхніх дій, якби на місці умовного противника опинився реальний ворог, була дуже низькою.
1 червня 1937 на засіданні Військової ради при наркомі оборони маршал К. Ворошилов підтвердив свою первісну оцінку маневрів КВО в 1935 р.: «У 1935 маневри були проведені добре». Однак усім було ясно, що ці «великі маневри» готувалися насамперед як «парадні», показові, і в першу чергу для іноземних спостерігачів, особливо французьких і чехословацьких. Звичайно, це були перші такого роду «великі маневри» вже технічно модернізованої Червоної Армії, «нової армії», «армії війни моторів», і в цьому відношенні багато недоліки в бойовій підготовці частин і з'єднань Київського військового округу можна було прийняти як неминучі для першого разу. Однак треба сказати, що така установка на «парадність» була дана, по суті, наркомом. Маневри Київського військового округу 1935 року, мабуть, у першу чергу мали політичний підтекст, а не перевірку реального стану бойової підготовки військ.
Тому К. Ворошилов змушений був підтвердити свою позитивну оцінку «великих маневрів» КВО в 1935 році. Дійсно, своїх політичних цілей вони в певній мірі досягли. Але лише до певного ступеня. У контексті вищезазначеного визнання начальника Управління бойової підготовки, заступника начальника Генштабу РСЧА О. Г. Седякіна мали підтверджувальний характер, під час його виступу 3 червня 1937 на засіданні Військової ради. «…Щодо Київських маневрів я писав народному комісару, що такі маневри шкідливі, що вони дезорієнтують і армію, і військо». Седякін розповідав про те, що маневри ці були попередньо прорепетирувані й тому мали «колосальний успіх». Він повідомляв про «огидний стан справ» під час маневрах, що проводилися в Київському військовому окрузі, які показали низький рівень бойової підготовки.
Справжню сутність Київських маневрів 1935 року прекрасно визначив ще за день до їх початку червоноармієць 8-го корпусного артилерійського полку Орлов: «Маневри — це окозамилювання, ми намагаємося втерти окуляри представникам іноземної армії».
Власне, у 1935 ніхто й не заперечував тої факт, що Київські маневри дуже віддалено нагадують реальну війну. У наказі наркома оборони № 0182 від 22 вересня 1935 року прямо визнавалося, що ці навчання носять «навчально-дослідницький характер» — чому «відповідальні» їх епізоди і були попередньо опрацьовані з начскладу маневруючих військ і «ґрунтовно програні з посередниками»… Таким чином на Київських маневрах перевірялися більш ніж елементарні для регулярної армії речі: 1) здатність командирів і штабів організувати пересування військ на місцевості за заздалегідь розробленим планом і розіграш ними ряду заздалегідь же спланованих боїв і 2) здатність військ виконувати накази командування і пересуватися на місцевості.

## Відео
- Учения войск Киевского военного округа 1935 г. [Архівовано 2 Квітня 2016 у Wayback Machine.]
- Знаменитые Киевские маневры 12-17 сентября 1935 года [Архівовано 5 Березня 2016 у Wayback Machine.]